# 魏斯格贝巷
魏斯格贝巷（Weißgerbergasse）是德国纽伦堡的一条街道，位于佩格尼茨河以北的塞巴尔德老城区，从佩格尼茨河附近的马克斯广场向东北延伸。它是纽伦堡老城区为数不多的保存最完好的建筑古迹之一。两侧设有酒吧、餐厅和画廊。

## 历史

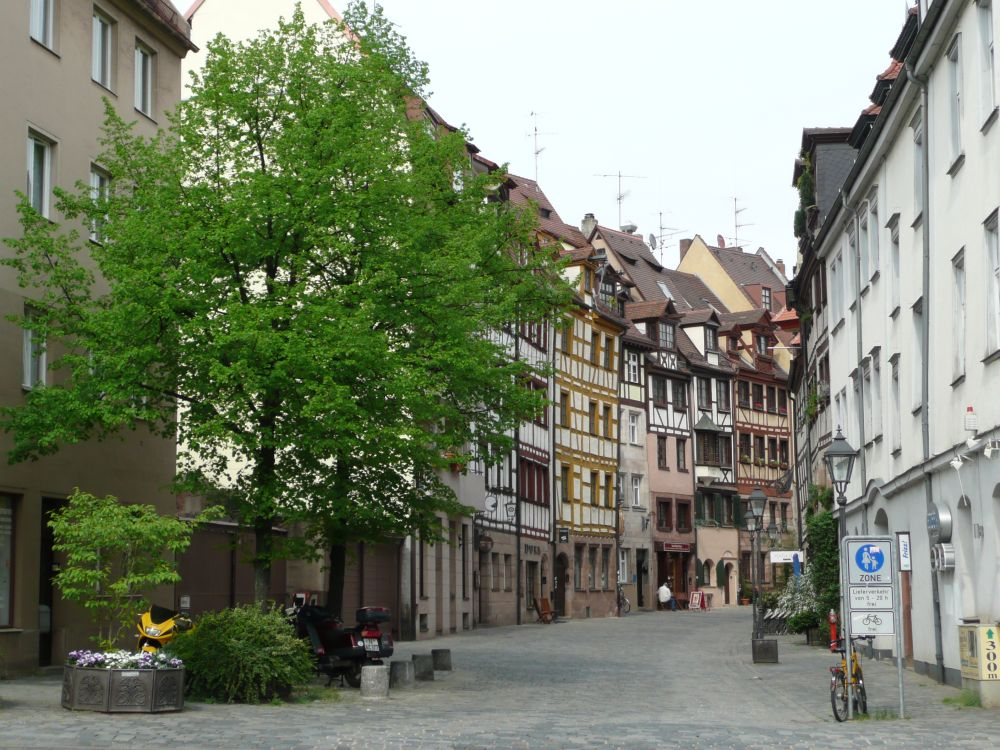
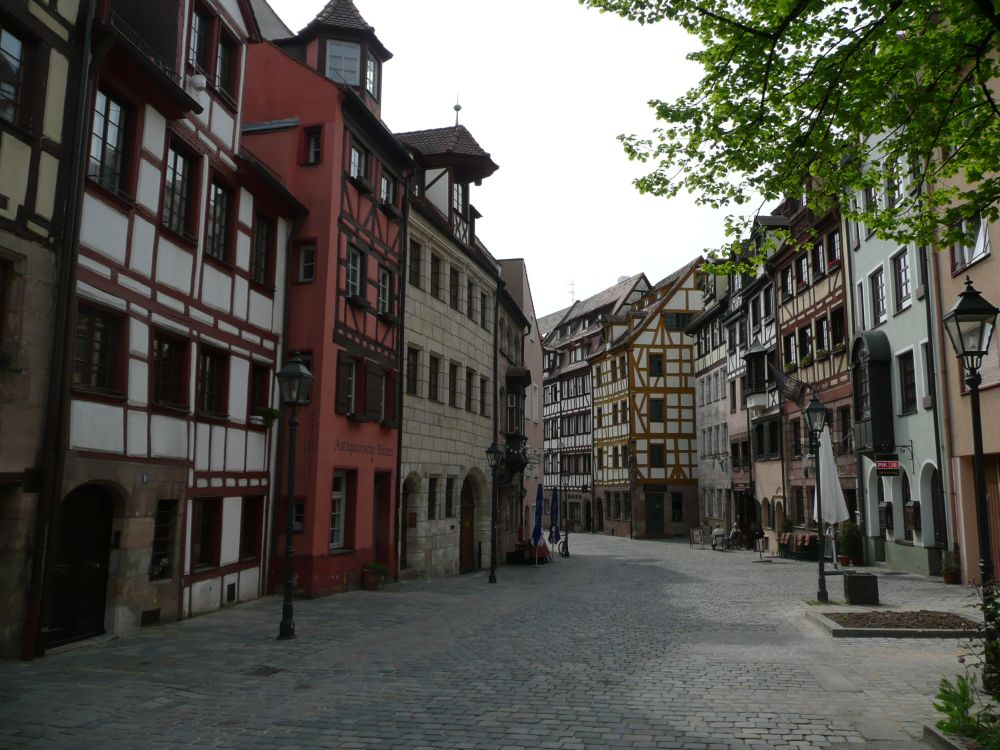
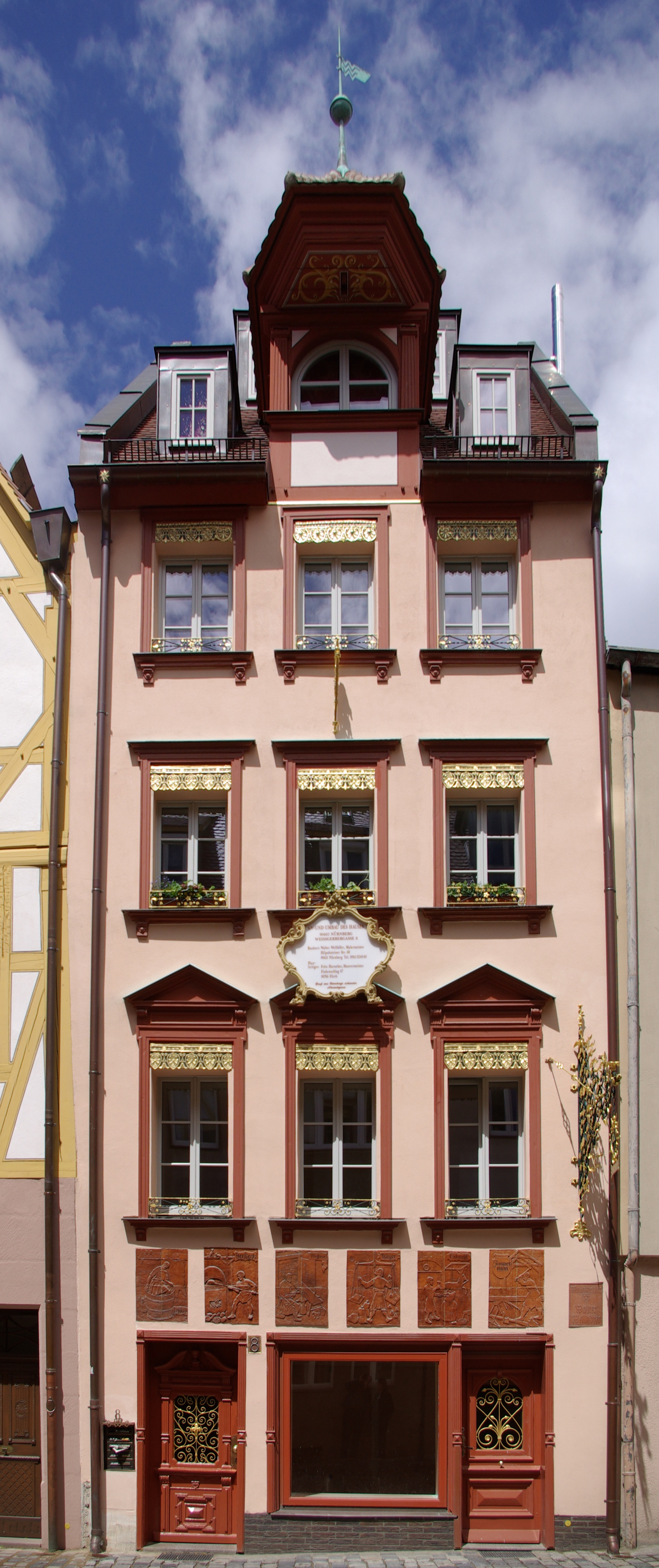
8号
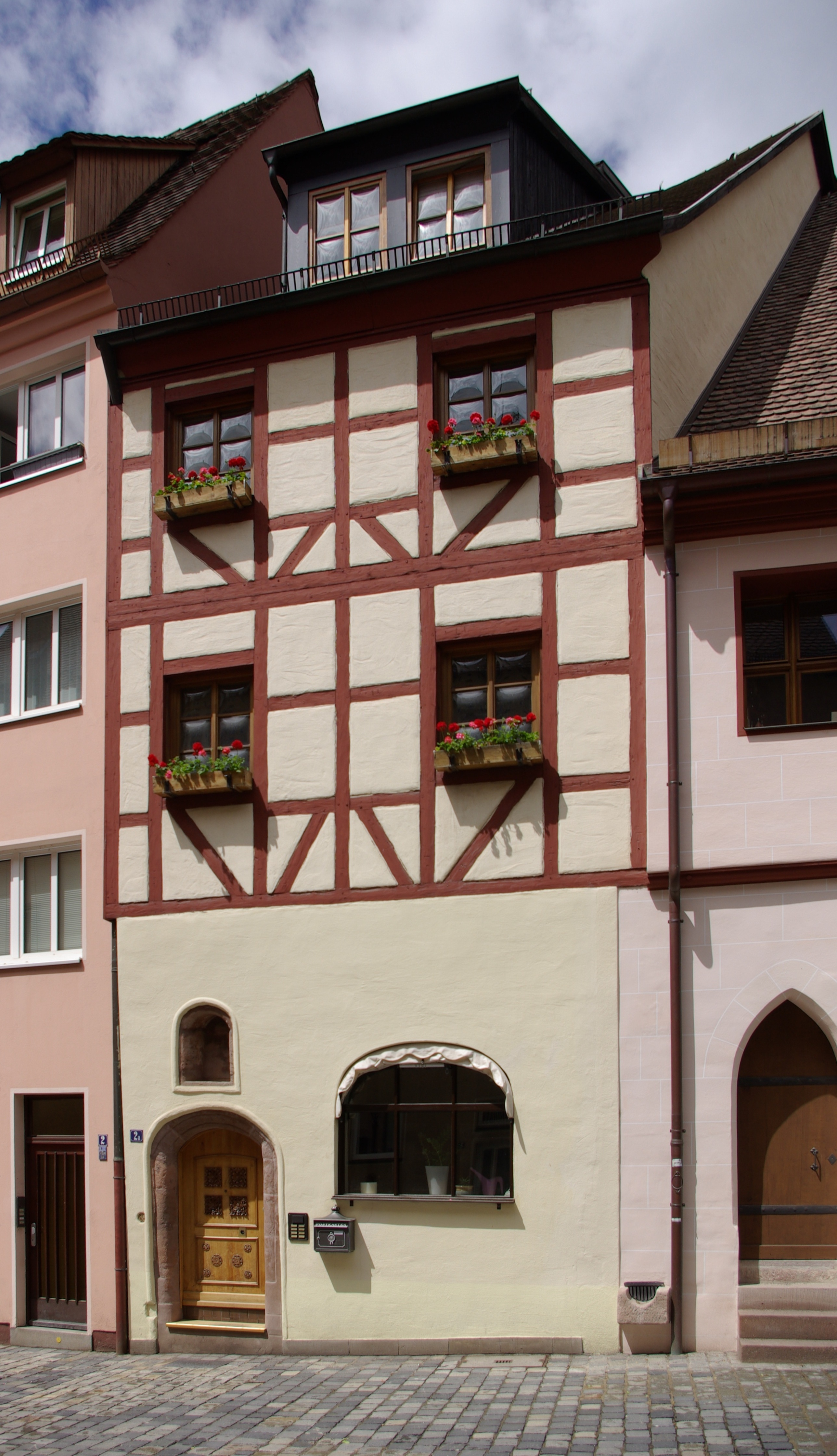
2a号

在纽伦堡大轰炸中，这里的大约20座中世纪的木桁架结构房屋幸存了下来。因此，魏斯格贝巷反映了历史上的纽伦堡，尤其是工匠区。小巷的名字来自白色鞣制（gerbern），在中世纪，这里的居民使用铝、食盐、面粉、鸡蛋等加工成所谓的白色皮革。1837年，魏斯格贝巷的居民申请将其改名为哈勒门巷，因为该职业不再居住在此。然而，政府拒绝了这一申请，称街道名称的历史意义是见证了原先的居民构成。
如今，魏斯格贝巷是纽伦堡历史之路的一个站点。这里主要开设公寓、酒吧以及美发师、金匠、艺术画廊、图书诊所和化妆品工作室等各种行业，大部分的房子已经精心装修，可以瞥见老纽伦堡曾经的样子。